# Сеча кнезова
Сеча кнезова je погубљење српских народних главара 1804. године које су спровеле дахије. Циљ дахија је био да погубљењем кнезова спрече побуну, али је она само убрзала избијање Првог српског устанка.

## Позадина
Након повратка јањичара у Београдски пашалук, њихове вође дахије су убиле Хаџи Мустафа-пашу и преузеле власт. Њих четворица: Аганлија, Кучук Алија, Мула Јусуф и Мехмед-ага Фочић су поделила пашалук на четири дела и увела диктатуру. Дахије су укинуле повластице које је султан Селим III дао Србима 1793. и 1794. године, сами убирали порезе и друге дажбине, судили и пресуђивали по својој вољи.
Стање у пашалуку створено јањичарским терором утицало је на уједињење свих српских друштвених снага (сељачке масе, старешински и трговачки слој) да се дигну на устанак. У Земуну се окупио велики број Мустафа-пашиних пријатеља, Срба и Турака, међу којима је најактивнији био Петар Ичко, а на турској страни највише се истицао некадашњи пашин благајник Хасан-бег, на чијој је страни био и приличан број спахија, који су били угрожени од дахија. Они су већ у лето 1802. године покушали да организују неки већи покрет у пашалуку, али су због преране акције око Пожаревца и испод Авале, претрпели неуспех. Након овог пораза, притисак који су дахије вршиле на спахије био је све већи. Побуњеници су већ тада упутили писмо Цариграду у којем траже помоћ султана Селима III.
Почетком 1803. године састало се 12 кнезова ваљевске нахије, међу којима су се нарочито истицали Алекса Ненадовић и Илија Бирчанин. На овом састанку одлучено ја да се за 8 месеци подигне устанак. Неке старешине из Шумадије су се такође састале и донеле сличну одлуку. Крајем исте године Алекса Ненадовић је упутио једно писмо аустријском команданту у Земуну мајору Митезеру, у којем је констатовано да су Срби посвађали дахије и да ће највероватније доћи до оружаног сукоба између њих.

## Сеча кнезова
Oво писмо је пало у руке дахијама, који су тек тада увидели какве је ситуација у Београдском пашалуку. Бојећи се и аустријске интервенције у могућем устанку, дахије су организовале погубљења старешина, 4. фебруара 1804. године, у којој је побијена већина истакнутијих Срба трговаца, кнезова, свештеника, нарочито оних који су се истакли у борби против јањичара и у Кочиној крајини.
Народна епика је била врло развијена у доба Првог српског устанка и пропратила је све значајније догађаје из устаничких борби. Филип Вишњић у својој песми Почетак буне против дахија.
Он бележи овај догађај стиховима:
Поћи ћемо из нашега града
Кроз нашије седамн'ест нахија,
Исјећ' ћемо све Српске кнезове,
Све кнезове, Српске поглавице,;
И кметове, што су за потребе,
И попове Српске учитеље,
Само луду ђецу оставити,
Луду ђецу од седам година,
Пак ће она права бити раја,

И добро ће Турке послужити.

## Жртве
Они које су Турци убили током сече кнезова су:
- кнезови: обор-кнез Илија Бирчанин из Суводања, обор-кнез Алекса Ненадовић из Бранковине, кнез Стеван Андреић Палалија из Бегаљице, кнез Стојан (или Стефан?) Михајловић из Зеока, кнез Теофан из Орашја (Смедеревска нахија), кнез Петар (ресавски кнез) из Црквенца, кнез Марко Чарапић из Белог Потока, итд.
- хајдуци: Гаврило Буђевац из Тавника, кмет Јанко Гагић (буљукбаша) из Болеча, буљукбаша Буљубаша Мате из Липовца (Крагујевачка нахија), итд.
- свештена лица: игуман Хаџи-Ђера из манастира Моравци, архимандрит Хаџи-Рувим из манастира Боговађа, итд.
- остали (нејасно): Рајица из Забрђа (из нахије пожаревачке), и други.[тражи се извор]

Уједно су и Мула Јусуф у грочанској нахији, Кучук Алија у Поморављу, а Мехмед-ага Фочић у западној Србији вршили покоље. Побијено је више од стотину виђенијих Срба.
Они који су Дахије хтели убити током сече кнезова али су се на време склонили од потере, су:
- кнезови: кнез Грбовић из Мратишића (код Ваљева), /обор-кнез Станко из Љутица (кнез Тамнавски), кнез Лаза Мартиновић из Богатића (кнез Мачвански), кнез Михајло Ружичић из Метковића (кнез Поцерски), кнез Јован из Крснице, кнез Јован из Ландова, итд.
- трговци: Ђорђе Петровић Карађорђе из Тополе.
- свештена лица: протопоп Марко из Остружнице, протопоп Никола, из Ритопека, итд.
- остали: Васо Чарапић из Белог Потока, Хаџи-Мелентије, Стево Јаковљев из Лијевча, Ђорђије Гузоња и његов брат Арсеније из Железника, итд.[тражи се извор]

## Последице
Овај чин није смирио Србе, већ их је само још више разљутио. На Сабору у Орашцу 14. фебруара 1804. донесена је одлука да се подигне буна на дахије. За вођу буне је изабран Ђорђе Петровић — Карађорђе.
Дахије су у ноћи између 5. и 6. августа на острву Ада Кале на Дунаву, погубљене од стране Миленка Стојковића.
Погубљење кнезова Алексе и Илије документовао је прота Матеја Ненадовић у чувеним Мемоарима („одведени су око 80 фати ниже ћуприје на пољицу до Колубаре”), а опевао слепи гуслар Филип Вишњић у песми Почетак буне против дахија.